# 947 Monterosa
A 947 Monterosa (ideiglenes jelöléssel 1921 JD) a Naprendszer kisbolygóövében található aszteroida. Friedrich Karl Arnold Schwassmann fedezte fel 1921. február 8-án, Bergedorfban.